# Matrícula de Segovia
La Matrícula de Segovia fue un procedimiento abierto el 20 de febrero de 1856 por el presidente consular de España en Santo Domingo Antonio María Segovia, sobre la base de una falsa interpretación del artículo 7' del tratado acordado entre España y República Dominicana el 18 de febrero de 1855, que mediante simple inscripción en el consulado, permitía recobrar la nacionalidad española a todos los nativos de España que habían residido en la República Dominicana y adoptado la nacionalidad dominicana. La inscripción en la matrícula de Segovia implicaba de igual manera a los hijos mayores y menores de edad, quienes adoptarían la nacionalidad del padre y daba derecho también a la nacionalidad española a todos los dominicanos que solicitaren registrar su nombre en la Matrícula de nacionales del consulado de España.
Este acontecimiento de carácter político se desarrolló en una coyuntura histórica en que convergía una virtual lucha de las potencias europeas y norteamericanas por apoderarse de la República, y puso de manifiesto la intervención de éstas en los asuntos internos del país.
Además, esta matrícula se creó con el fin de que la República Dominicana perdiera interés en las negociaciones que tenía con Estados Unidos, ya que España se encontraba muy preocupada porque el presidente, Pedro Santana, quería la ayuda de una potencia para que la isla pudiese avanzar. Su otro propósito era que Buenaventura Báez, el entonces derrocado presidente, volviera al poder mediante un golpe de Estado contra Santana.